# Camillo Karl Schneider
Pour les articles homonymes, voir Schneider.
Camillo Karl Schneider (1876 - 1951) est un botaniste et paysagiste allemand.

## Biographie
Fils de fermier, il naît à Gröppendorf, dans le royaume de Saxe. Il travaille comme jardinier à Zeitz, Dresde, Berlin et Greifswald. De retour à Berlin pour travailler au département des parcs municipaux, il participe à des travaux éditoriaux dans la revue périodique Gartenwelt, grâce auxquels il est employé comme paysagiste à Darmstadt et Berlin. En 1900, il déménage à Vienne, où il travaille comme paysagiste indépendant et écrivain, et voyage beaucoup à travers l'Europe. En 1904, il publie son premier livre, Illustriertes Handwörterbuch der Botanik : mit 341 Abbildungen im Text, qui sera complété en 1912. Le manuscrit de ce qui aurait dû être son ouvrage majeur, une étude sur le genre Berberis, est détruit lors d'un bombardement sur Berlin en 1943.
En décembre 1913, il embarque à Trieste à destination de la Chine avec le soutien financier de la Société dendrologique austro-hongroise, afin de collecter des plantes et des graines pour le jardin botanique de Pruhonitz. Il est accompagné du botaniste Heinrich von Handel-Mazzetti Il quitte la Chine via Shanghai en 1915, et voyage jusqu'à Boston où il travaille jusqu'en 1919 à l'Arnold Arboretum en compagnie de Charles Sprague Sargent, d'Alfred Rehder et d'Ernest Henry Wilson, puis il retourne à Vienne. En 1921, il revient à Berlin pour travailler dans une nouvelle revue, Gartenschönheit, jusqu'à l'arrêt de la publication du périodique en 1942. Il travaille alors dans la revue qui succède à la précédente, Gartenbau im Reich, mais continue en parallèle ses activités de paysagiste pour le Reich. Appauvri à cause de la guerre, il doit travailler jusqu'à un âge avancé. Son dernier livre, Hecken im Garten est publié en 1950, un an avant son décès à Berlin.

## Publications
- (de + la) Die Gattung "Berberis" (Euberberis). Vorarbeiten für eine Monographie // Bull.Herb.Boissier.Sér.2, janvier 1905, suite: mai 1905 Genève, pp. 33 sq; pp. 449 sq